# Newman (Australia)
Newman è una città nella regione di Pilbara, nell'Australia Occidentale, situata circa 1186 km a nord di Perth e 9 km a nord del Tropico del Capricorno. Con una popolazione al censimento del 2006 di 4 245 abitanti, è una città mineraria.